# Calotes htunwini
Espèce
Calotes htunwini est une espèce de sauriens de la famille des Agamidae.

## Répartition
Cette espèce est endémique de Birmanie. Elle se rencontre dans les régions de Sagaing et de Magway.

## Étymologie
Cette espèce est nommée en l'honneur de Htun Win.

## Publication originale
- Zug, Brown, Schulte & Vindum, 2006 : Systematics of the Garden Lizards, Calotes versicolor Group (Reptilia, Squamata, Agamidae), in Myanmar: Central Dry Zone Populations. Proceedings of the California Academy, vol. 57, no 2, p. 35-68 (texte intégral).